# Pour une nuit d'amour (film, 1947)
Pour plus de détails, voir Fiche technique et Distribution.
Pour une nuit d'Amour est un film français réalisé par Edmond T. Gréville, sorti en 1947.
Il s'agit d'une adaptation de la nouvelle éponyme d'Émile Zola parue en 1883.

## Synopsis
Thérèse regagne le château de sa famille après ses études au couvent. Ses parents veulent lui faire épouser contre son gré Monsieur de Vétheuil. La jeune Thérèse est restée proche de Pierre Colombel, le fils de sa nourrice, avec lequel elle a grandi. Le télégraphiste du village, Julien, est amoureux de la jeune châtelaine. Au cours d'un bal donné au château, Thérèse tue Colombel qui menaçait de révéler leur liaison. Elle demande à Julien de l'aider à faire disparaître le corps. Tandis que tout accuse Julien, Thérèse avoue son crime à ses parents qui refusent de l'entendre. Elle propose de l'argent à Julien pour l'aider à s'enfuir. Celui-ci refuse et se laisse arrêter tandis que les noces sont célébrées dans l'église.

## Fiche technique
- Titre : Pour une nuit d'Amour
- Réalisation : Edmond T. Gréville
- Scénario : Edmond T. Gréville et Max Joly, adapté de la nouvelle Pour une nuit d'amour d'Émile Zola paru en 1883.
- Musique : Jean Wiener
- Costumes : Christian Dior
- Photographie : Jacques Lemare
- Scripte : Lucie Lichtig
- Société de production : As-Film, Bureau Cinématographique et Musical (B.C.M.) et Les Films Corona
- Distribution : Les Films Corona
- Budget :
- Pays :  France
- Format : Noir et blanc - Son : Monophonique - 1,37:1 - Format 35 mm
- Genre :  Drame
- Durée : 98 minutes
- Dates de tournage : du 24 avril 1946 au 14 septembre 1946
- Dates de sortie :
  - France : 14 mai 1947
  - USA : 28 février 1948 (à New York)

## Distribution
- Odette Joyeux : Thérèse de Marsannes
- Roger Blin : Julien
- André Alerme : le colonel
- Sylvie : la baronne
- Jacques Castelot : Vétheuil
- Raymond Galle : Pierre Colombel
- Nicolas Amato : le notaire
- Henri Arius : le cordonnier
- Gustave Hamilton
- Édouard Hemme
- Pierre Labry : le brigadier
- Claire Olivier
- Zita Fiore : Corinne